# Aline MacMahon
Aline Laveen MacMahon (ur. 3 maja 1899 w McKeesport, zm. 12 października 1991 w Nowym Jorku) – amerykańska aktorka, nominowana do Oscara za rolę drugoplanową w filmie Smocze nasienie.

## Filmografia
- 1932: Droga bez powrotu jako hrabina Barilhaus
- 1933: Poszukiwaczki złota jako Trixie Lorraine
- 1942: The Lady Is Willing jako Buddy
- 1943: Stage Door Canteen jako ona sama
- 1944: Smocze nasienie jako żona Ling Tana
- 1944: Guest in the House jako ciotka Marta
- 1948: Poszukiwania jako pani Murray
- 1950: Płomień i strzała jako Nonna Bartoli
- 1955: Mściciel z Laramie jako Kate Canady